# ZVU Strojírny
ZVU STROJÍRNY, a.s. (dříve Závody Vítězného února, ZVÚ) je strojírenská firma, jež vznikla v roce 1953 v Hradci Králové zaměřující se na dodávky zařízení a technologií do oblastí chemického, petrochemického, energetického, potravinářského a farmaceutického průmyslu.
Její kořeny však sahají až do roku 1869, kdy byla založena První česká akciová strojírna, první z řady jejích předchůdců a budovatelů zdejšího továrního areálu. 
Zkratka ZVU vznikla zkomolením ze zkratky ZVÚ, vzniklé z názvu Závody Vítězného února, kterou strojírny nesly od roku 1953.

## Historie

### První česká akciová strojírna
Historie Závodů Vítězného února (ZVÚ) začíná již rokem 1869, kdy byla v Kuklenách založena První česká akciová strojírna. Původními majiteli byli obchodníci Helwich, Kafka, Komárek a účetní Hendrych. Malá strojírna, kde zprvu pracovalo jen několik desítek zaměstnanců, se zabývala opravami různých strojů a výrobou jednoduchých zařízení podle požadavků zákazníků. 22. dubna 1870 firma zažádala o povolení k stavbě obytného stavení pro továrnu čp. 154. Povolení stavby továrny samé pochází z 19. května 1870. 12. září 1871 požádala strojírna o povolení přistavět novou kotlářskou dílnu. Obdržela ho následující měsíc, kdy také začala se stavbou. 14. března následujícího roku požádala okresní hejtmanství o schválení a povolení výroby cihel na vlastním stavebním místě. 27. března se konala komise a 11. dubna bylo povolení uděleno. Postavena tam byla cihelna, kůlna, pila a budova pro váhu. 30. srpna se tam konala komise na postavení pece a komínu. Hospodářská krize v roce 1873, následující po konjunktuře 60. let, postihla akciovou společnost natolik, že se ocitla na mizině.

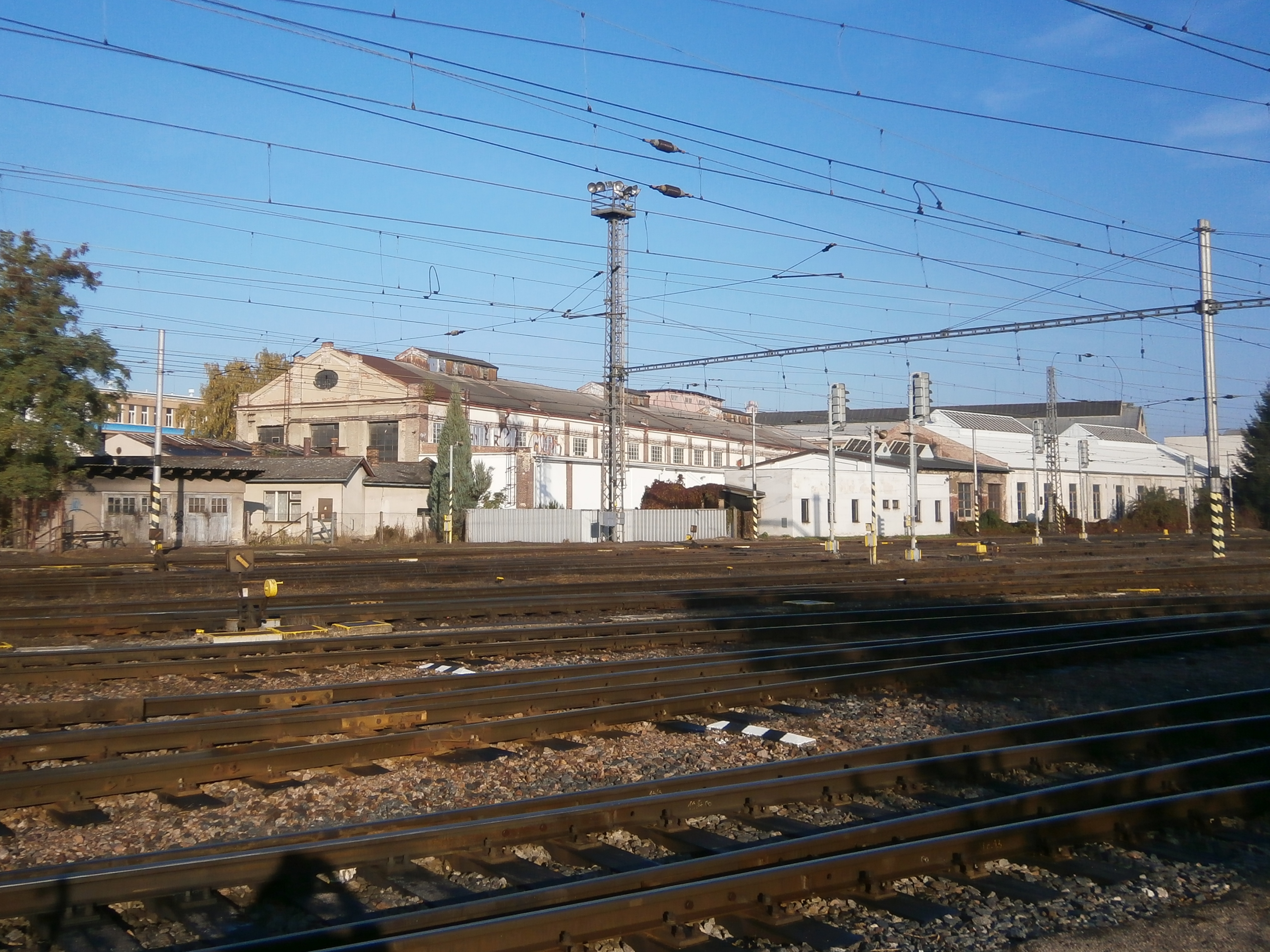
Pohled na ZVU od podjezdu

### Märky, Bromovský & Schulz
V té době se utvořila v Praze nová firma, která hradeckou strojírnu v roce 1874 odkoupila. Novými majiteli se stali Švýcar Daniel Märky, inženýr Josef Bromovský, rodák z Nového Bydžova a inženýr Karel Schulz z Kostelce nad Labem. Hospodářská situace se postupně uklidnila, nová firma se začala prosazovat vyspělostí a kvalitou svých výrobků nejen v českých zemích habsburské monarchie, ale i v zahraničí, zejména ve Francii a v Rusku. 5. června 1874 bylo zažádáno o povolení stavby 10 nových domků pro dělnické byty, nové kůlny a slévárny. 17. července téhož roku bylo uděleno okresním hejtmanstvím povolení, ale na protest železnice byla tato stavba 11. července 1876 zastavena. 2. listopadu 1876 přijalo představenstvo obcí Kuklen a Svobodných Dvorů silnici od Plakvicova hotelu do Svobodných Dvorů, kterou postavila svým nákladem strojírna Märky, Bromovský & Schulz jako náhradu za dřívější cestu, jež vedla pozemky zakoupenými firmou. Již v roce 1878 měla firma v Kyjevě svou obchodní kancelář. V následujících letech probíhají další přístavby, a tak se továrna postupně rozšiřuje. 28. března 1881 se povoluje stavba kotlárny, 1. prosince 1885 nového skladiště, 13. května 1895 administrativní budovy, 16. září 1895 komínu v čp. 155, 18. září 1907 komínu a 2 parních kotlů. Rozvoj však měl i své stinné stránky. 27. května 1886 udělilo okresní hejtmanství strojírně povolení, aby se v ní po 3 týdny, od 25. května počínaje, denně o 2 hodiny déle pracovat smělo, tudíž denně 13 hodin. Výrobní program továrny se rychle rozšiřoval. Nejvýznamnější byla výroba zařízení pro potravinářský průmysl, především pro cukrovary a pivovary. Následovaly různé typy parních strojů, důlní a hutní stroje pro cihelny a textilní průmysl. Podnik neustále rozšiřoval svou výrobu, ale přesto majitelé jen stěží stačili krýt poptávku. Proto si najali v roce 1888 strojírnu v Adamově, kterou později odkoupili. Strojírnu zastupoval nejprve továrník Schulz a po něm inženýr Pinka. 29. října 1903 zemřel Märky a jeho syn nevstoupil do spolku, pročež 4. ledna 1904 převedena dřívější firma na firmu Bromovský. Schulz a Sohr, Praha, Hradec Králové a Adamov.

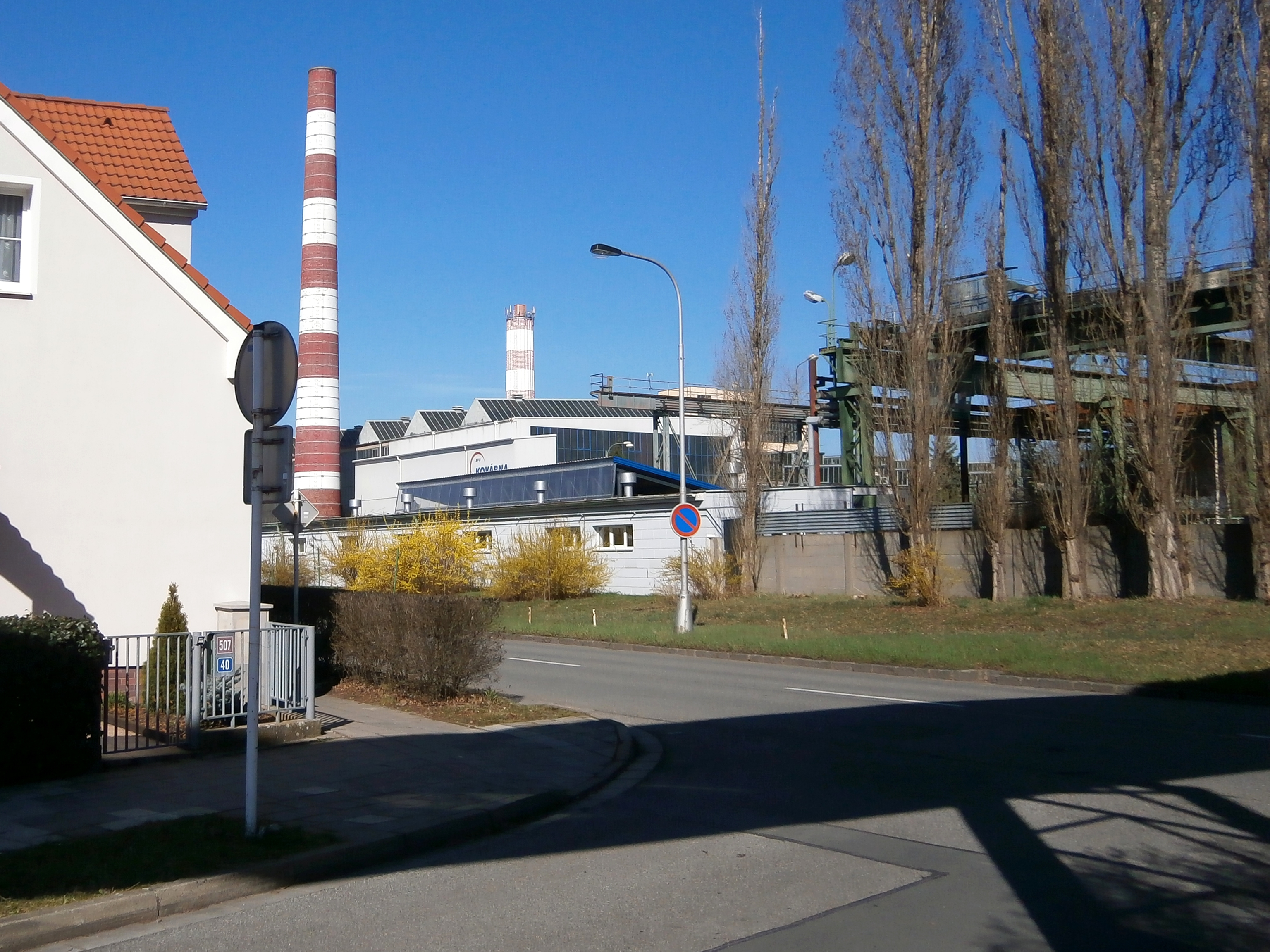
ZVU Kovárna

### Bromovský, Schulz & Sohr, Praha, Hradec Králové, Adamov
Doba konjunktury však brzy pominula a firma byla nucena shánět další kapitál k zajištění provozu. 16. ledna 1904 bylo oznámeno, že firma Märky, Bromovský & Schulz v Hradci Králové a Adamově převedena na firmu Bromovský, Schulz & Sohr, Praha, Hradec Králové, Adamov. Tak se ve vedení podniku objevil nový společník, ing. Richard Sohr, syn známého vídeňského finančníka a prezidenta Buštěhradské dráhy, přinesl do podniku nejen potřebné finanční prostředky, umožňující další rozšíření továrny (1905 nová strojírna, 1907 komín a 2 parní kotle), ale i dravost, kterou uplatnil při získávání pozic ve strojírenském kartelu, sdružujícím na počátku 20. století strojírenské podniky. V tomto období se stále silněji prosazovaly tendence monopolního způsobu podnikání a vliv strojírenského kartelu se projevoval především ve splývání kapitálu jednotlivých firem. V noci z 11. na 12. listopad 1907 strojírna z velké části vyhořela. Na 600 dělníků přišlo touto pohromou o práci. Shořelá část, tzv. starý trakt, byla později nově upravena a navíc byly vzadu strojírny postaveny nové dílny o 4 traktech (20. listopadu). Následující rok nezačal šťastně, neboť 25. ledna byl ve strojírně požár. 3. února 1908 byla zkolaudována montovna a kovárna. 27. března 1909 zažádala o povolení stavby chladicí věže. To obdržela v září téhož roku. 22. května 1912 bylo dáno povolení ke stavbě elektrocentrály.

### Pražská akciová strojírna
V roce 1910 byla k podniku připojena pražská firma Ruston a spol. v Libni a o rok později Ringhofferova strojírna na Smíchově. Tím vznikla nová firma, která dostala název Pražská akciová strojírna. Bromovského strojírna počítala s trváním kartelu 15 největších rakouských strojíren a jejím cílem bylo, aby získala kartelní kvótu tohoto podniku a tím soustředění a specializování své výroby. V posledních letech před 1. světovou válkou však došlo ke značnému poklesu hospodářské konjunktury. Současně se rozpadl vlivem vnitřních rozporů strojírenský kartel a nastal ostrý konkurenční boj. Pražská akciová strojírna, která nebyla po finanční stránce dostatečně zabezpečena, se dostala do velmi svízelné situace. Nastoupil prudký sestup kursu akcií až na 35 % nominální hodnoty a zároveň se objevila zpráva o pronikavé sanaci firmy. Významnou událostí této éry se stala výstavba nové slévárny, jejíž stavba byla v roce 1910 zadána královéhradeckému staviteli Robertu Schmidtovi. Navíc 23. ledna 1918 byla kolaudace budovy pro acetylenové zařízení k výrobě plynu pro autogenní svařování a 8. dubna téhož roku továrna žádala o povolení k rozšíření kotlárny a montovny.

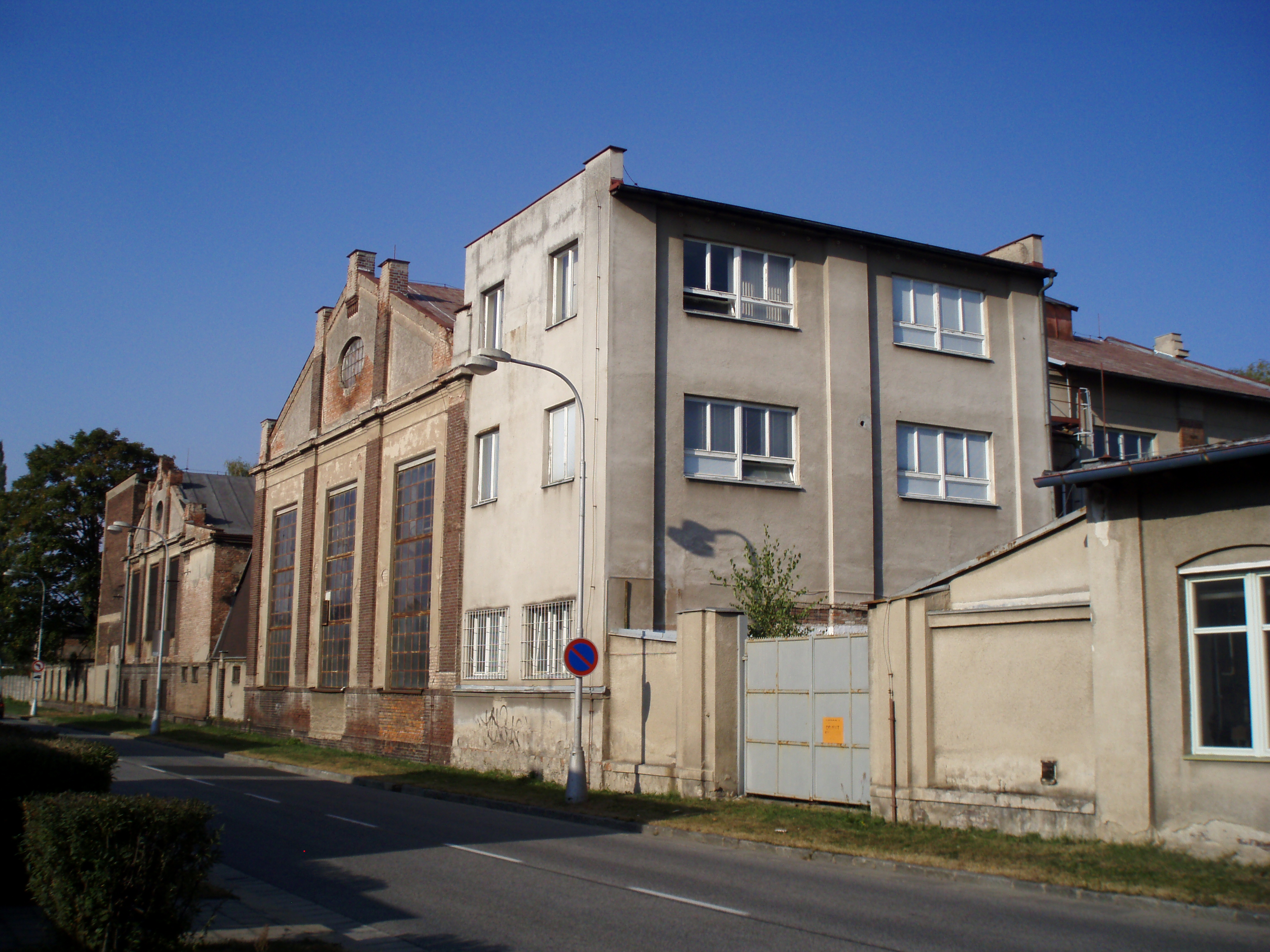
Část areálu ZVU v ulici Za Škodovkou

### Škodovy závody v Plzni
Po dlouhém vyjednávání byl podnik včleněn spolu se strojírnami Škodových závodů do nově vytvořené akciové společnosti (Akciová společnost dříve Škodovy závody v Hradci Králové), která potom v roce 1921 splynula se Škodovými závody v Plzni – Spojené strojírny, akciová společnost v Hradci Králové. Následujícího roku byl firmou zakoupen bývalý nový cukrovar. Roku 1926 Okresní správa politická udělila Škodovým závodům živnostenskoprávní povolení ke zřízení transformační stanice. V roce 1928 bylo Akciové společnosti dříve Škodovy závody uděleno povolení k používáni kotlárny a dílenských kanceláří. Téhož roku bylo zažádáno, aby mohla být provedena přístavba 2. patra k administrativní budově čp. 69. Rozvoj podniku v nově vytvořeném Československu přinesl na jedné straně řadu významných dodávek do celého světa, na druhé straně se tento vývoj neobešel bez krizí, které přinesly prudké zhoršení hospodářské situace. Např. v roce 1932 v hradeckém závodě Škodových závodů pracovalo jenom 500 až 800 lidí oproti 1 700 zaměstnancům v roce 1929. Přitom mnozí z nich pracovali jen v omezeném rozsahu.
Složitým obdobím v historii podniku byla léta 2. světové války. Hradecká továrna se dostala pod správu německých okupantů a byla významně zapojena do zbrojní výroby Třetí říše - Reichswerke Hermann Göring. Proto byl také v továrně zřízen profesionální hasičský sbor. Do té doby se jednalo jen o dobrovolníky.
Po osvobození Československa započala etapa odstraňování následků 2. světové války. Hradecký závod (Škodovy závody n. p., závod Hradec Králové) se vedle potravinářského programu zaměřoval na výrobu chemických zařízení a svými dodávkami napomáhal k obnově válkou zničeného hospodářství ve své vlasti, v bývalém Sovětském svazu i v dalších zemích. Již v roce 1944 se rozšířily Škodovy závody v Hradci Králové o rozestavěný závod v Plotištích nad Labem (následně ČKD Hradec Králové).
Od počátku pětiletky v roce 1949 vzrostl objem výroby v Závodech Vítězného února na 415 %, produktivita práce stoupla na 275 % a výdělky zaměstnanců se zvýšily o 34 %. Na zhospodárňování výroby mělo nemalý podíl také zlepšovatelské hnutí, které dosáhlo v hradeckém závodě nebývalých rozměrů. Zastaralé odhadové materiálové normy byly též zrušeny.

### Závody Vítězného února
V roce 1950 se stal hradecký podnik, ke kterému od roku 1947 patřila i královéhradecká mostárna (dříve firma Ippen), samostatným národním podnikem. V roce 1952 byl továrně za dobré plnění výrobních úkolů propůjčen městským výborem KSČ v Hradci Králové putovní Rudý prapor MV KSČ na měsíc prosinec jako nejlepšímu závodu. K 1. lednu 1953. potom Škodovy závody v Hradci Králové obdržely název Závody Vítězného února. 50. léta byla charakterizována značným rozvojem výrobní základny. V té době vyrostly zejména nové haly výrobních provozů zaměřené na výrobu těžkotonážních zařízení pro chemický a potravinářský průmysl. Po reorganizaci československého průmyslu v roce 1958 byla vytvořena výrobní hospodářská jednotka Závody Vítězného února zahrnující závody montáže, Pilníkov a podnik Buzuluk Komárov se závodem Chodov. Nastává také období kritiky zdejších komunistů, kteří nebyli velmi aktivní. Jejich účast na schůzích byla nízká a velmi kolísavá. V roce 1953 se v ZVÚ zúčastňovalo členských schůzí stranických organizací v průměru 43,3 % komunistů, v roce 1956 46,8 % komunistů a o rok později 45,1 % komunistů. Řešení tohoto problému bylo nasnadě, neboť stačilo dělníkům sáhnout na peníze a změna byla okamžitá. Velkým tempem pokračuje budování a rozšiřování areálu závodu. V roce 1955 byla postavena žíhárna, o tři roky později kyslíkárna, roku 1960 teplárna a trubkárna, v roce 1962 mostárna a o rok později kovárna.

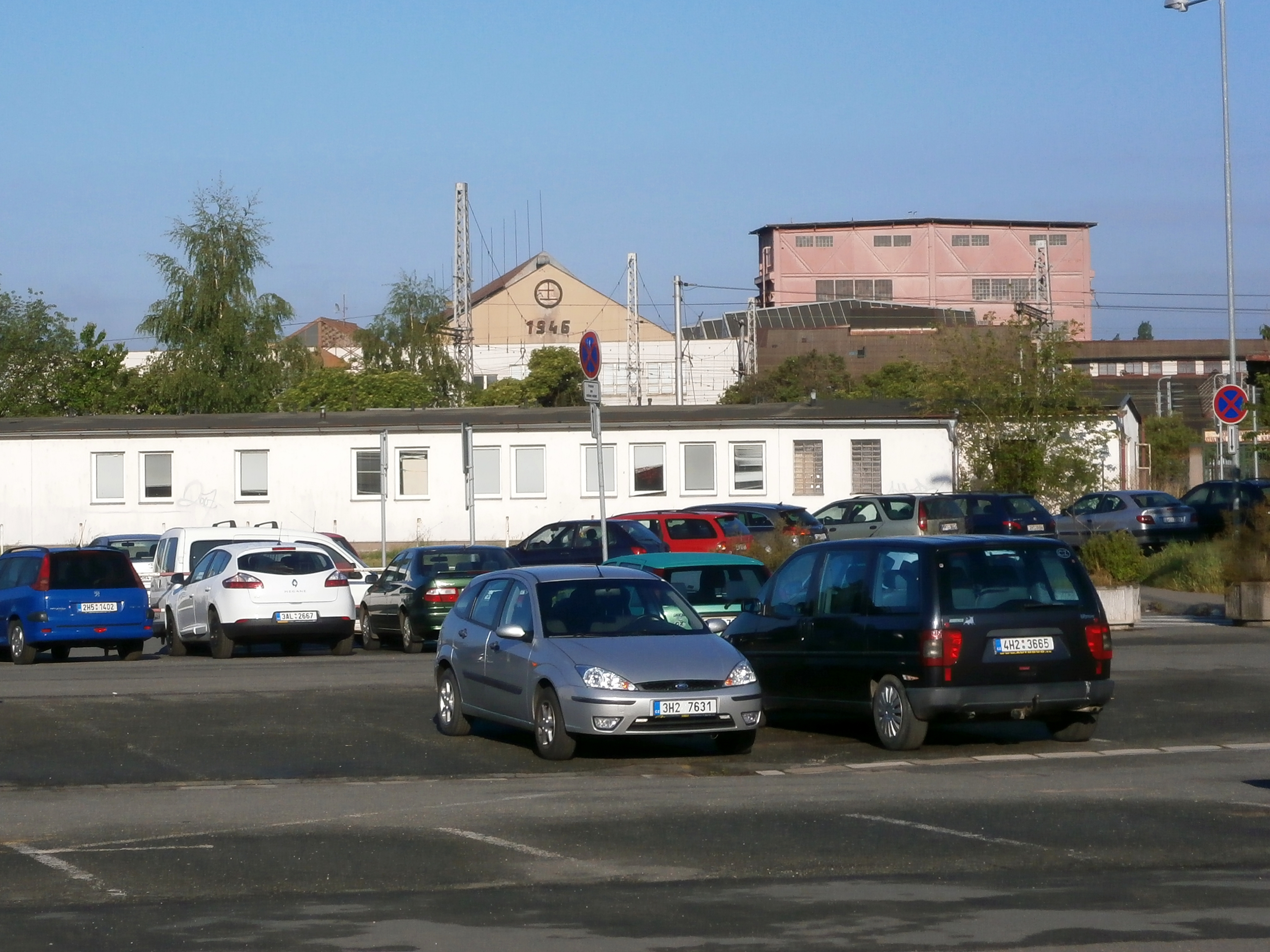
Pohled na ZVU z místa dnešního OC Aupark

60. léta byla ve znamení zavádění brigád socialistické práce a prosazování žen na místa, která byla dosud mužskou doménou. V roce 1963 se uskutečnila další etapa reorganizace československého strojírenství a výrobní hospodářské jednotce Z. V. Ú. v Hradci Králové bylo podřízeno dalších pět závodů: Chotěboř, Pardubice, Kolín, Hořovice a Šluknov. Sloučením výrobní hospodářské jednotky Závody Vítězného února Hradec Králové a výrobní hospodářské jednotky Královopolská strojírna v Brně potom vznikl v roce 1965 oborový podnik CHEPOS – závody chemického a potravinářského strojírenství, Brno (1965 zahájení montáže cukrovaru v Sýrii) a následně v roce 1988 CHEPOS státní podnik. V tomto období Závody Vítězného února Hradec Králové představovaly jeden z rozhodujících podniků československého strojírenství, což bylo ohodnoceno propůjčením Řádu práce a Řádu Vítězného února. Více než polovina výrobků pro chemický a potravinářský průmysl šla na export do 65 zemí.
Konec 80. let je ve znamení zavádění výpočetní techniky. První počítač byl zakoupen v roce 1987 z JZD Slušovice, který sestával z velké mechaniky pro osmipalcové diskety, klávesnice, centrální jednotky a byl doplněn zobrazovací jednotkou, který tvořil černobílý přenosný televizor Merkur z Tesly.

### ZVU
V období po sametové revoluci se přestal používat název firmy, upomínající dobu minulého režimu, a začala se využívat jen jeho zkratka. V roce 1992 se ZVU státní podnik transformoval v souladu se zákonem na akciovou společnost. Následně byly jeho akcie zařazeny do první, a částečně i do druhé vlny kuponové privatizace. Tento způsob privatizace vygeneroval poměrně roztříštěnou vlastnickou strukturu. V době konání první řádné valné hromady v září roku 1993, vlastnily privatizační fondy 62,2 % základního kapitálu společnosti, přičemž nikdo nedržel větší podíl na základním kapitálu než 12 %. Fond národního majetku držel 22,5 %, které následně zařadil do druhé vlny privatizace. V rukou individuálních vlastníků bylo tedy 15,3 % kapitálu společnosti. Tato vlastnická struktura neumožnila vznik dostatečně jednotného a operativního vedení společnosti, které by snad umožnilo úspěšné vyrovnání se s tehdejšími bouřlivými změnami na domácím i zahraničním trhu.

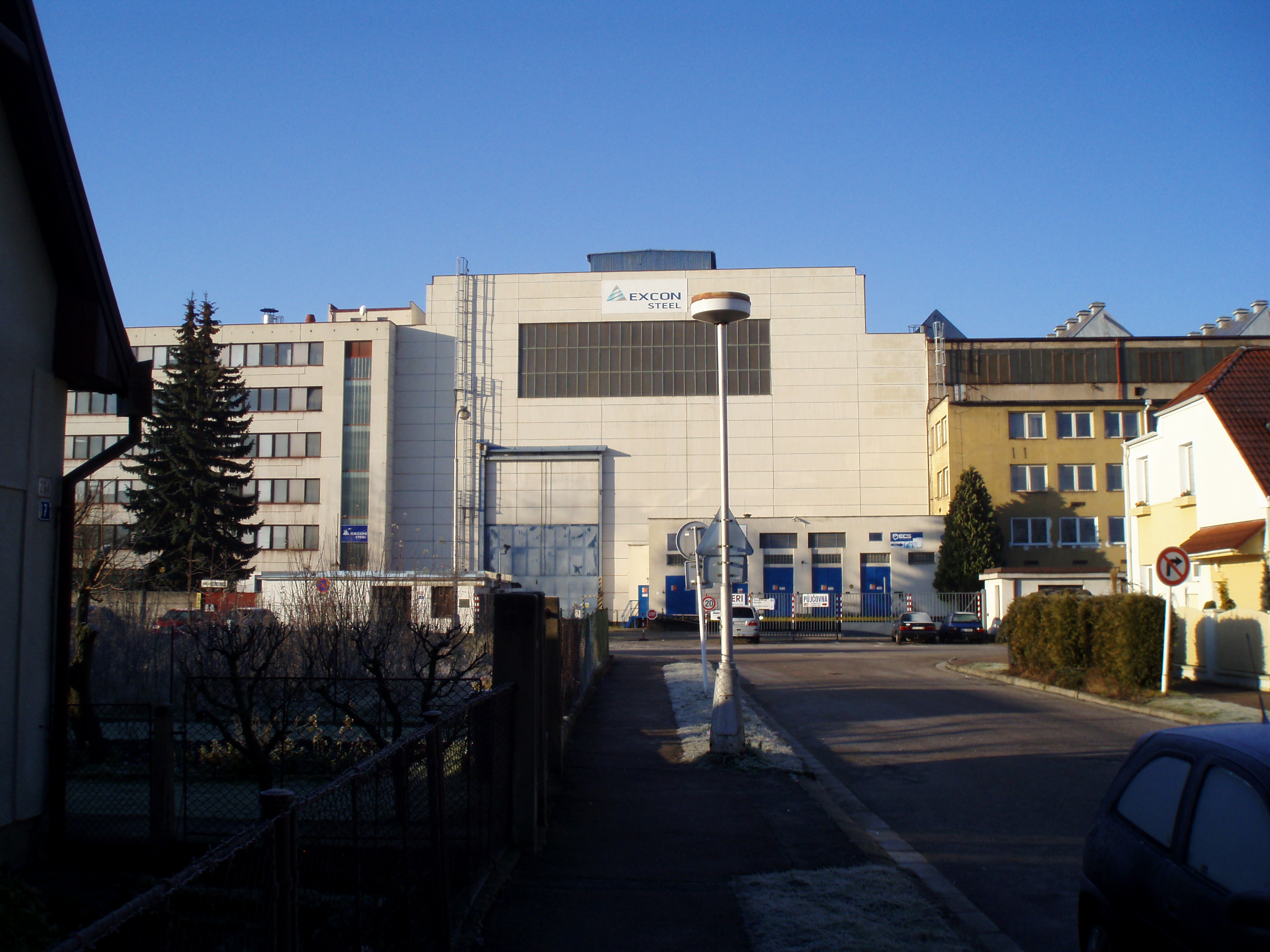
Areál ZVU Strojíren, dříve EXCON STEEL

Rozpad tradičních trhů, ztráty z obchodů s nestabilními partnery a nákladné financování společnosti a jejich rozsáhlých struktur vyvrcholilo v roce 1996 do značné finanční krize společnosti. Zároveň s tím zkoncentrovaly majoritní pozici ve společnosti fondy ovládané společností Kvanto a následně Finop a.s. Pod vedení těchto vlastníků probíhala v letech 1997–2000 v hradeckém podniku etapa reorganizací a restrukturalizací. V tomto období byly výrobní kapacity postupně převáděny do dceřiných společností, z nichž některé se následně majetkově osamostatnily. Vznikaly dceřiné společnosti ZVU Chemie a.s., ZVU POTEZ a.s., ZVU Servis a.s. a naposledy ZVU Engineering a.s. Provoz Mostárny byl odprodán Vojenským stavbám a.s. ZVU Chemie a.s. a ZVU POTEZ a.s., byly odprodány novým vlastníkům, což spolu s odprodejem části zbytných aktiv a obnovením ziskového hospodaření vedlo k finanční stabilizaci ZVU a.s. (vznikla 15. února 1993) a jeho produkčních dceřiných společností ZVU Engineering a.s. (vznikla 14. prosince 1999) a ZVU Servis a.s. (vznikla 7. dubna 1997). Po provedené restrukturalizaci společnost Finop akcie ZVU a.s. v roce 2005 odprodala. Nový privátní vlastník zaměřil činnost ZVU a.s na správu vlastního majetku a poskytování služeb v rámci areálu a podporu činností dceřiných společností. Výraznou roli v tomto rámci hraje v rámci skupiny společností ZVU dceřiná společnost ZVU Engineering a.s., která převzala a provádí veškerou inženýrskou činnost zaměřenou na vyšší dodávky a služby zejména pro chemický průmysl, ekologii a energetiku.
V roce 1997 vzniklá společnost ZVU Chemie a.s. byla v letech 1999–2002 součástí rakouské společnosti Böhler HDT. Od počátku roku 2003, kdy byla plně odkoupena pražskou inženýrskou firmou EXCON a. s., používala nový název EXCON Steel a. s. Tato firma představovala ideální kombinaci konstrukčních a výrobních kapacit určených pro konstrukci a výrobu zařízení pro chemický a petrochemický průmysl, speciálních a těžkých ocelových konstrukcí, jakož i pro ekologické projekty. V červenci 2014 se firma dostala na podnět přepravní společnosti MAXiTRANS do insolvence. Společnost se k návrhu následně připojila s tím, že není schopná uhradit splatné provozní závazky, protože ji do problematické situace mj. uvrhlo neodebrání a neuhrazení téměř poloviny zakázky na konstrukci pro německou větrnou elektrárnu. Soud firmě v srpnu téhož roku povolil řešit úpadek reorganizací. Žádný reorganizační plán nebyl předložen a v následujícím roce koupil strojírny Excon Steel majitel Safichem Group Tomáš Plachý. Následně se z Exconu stala firma ZVU Strojírny.

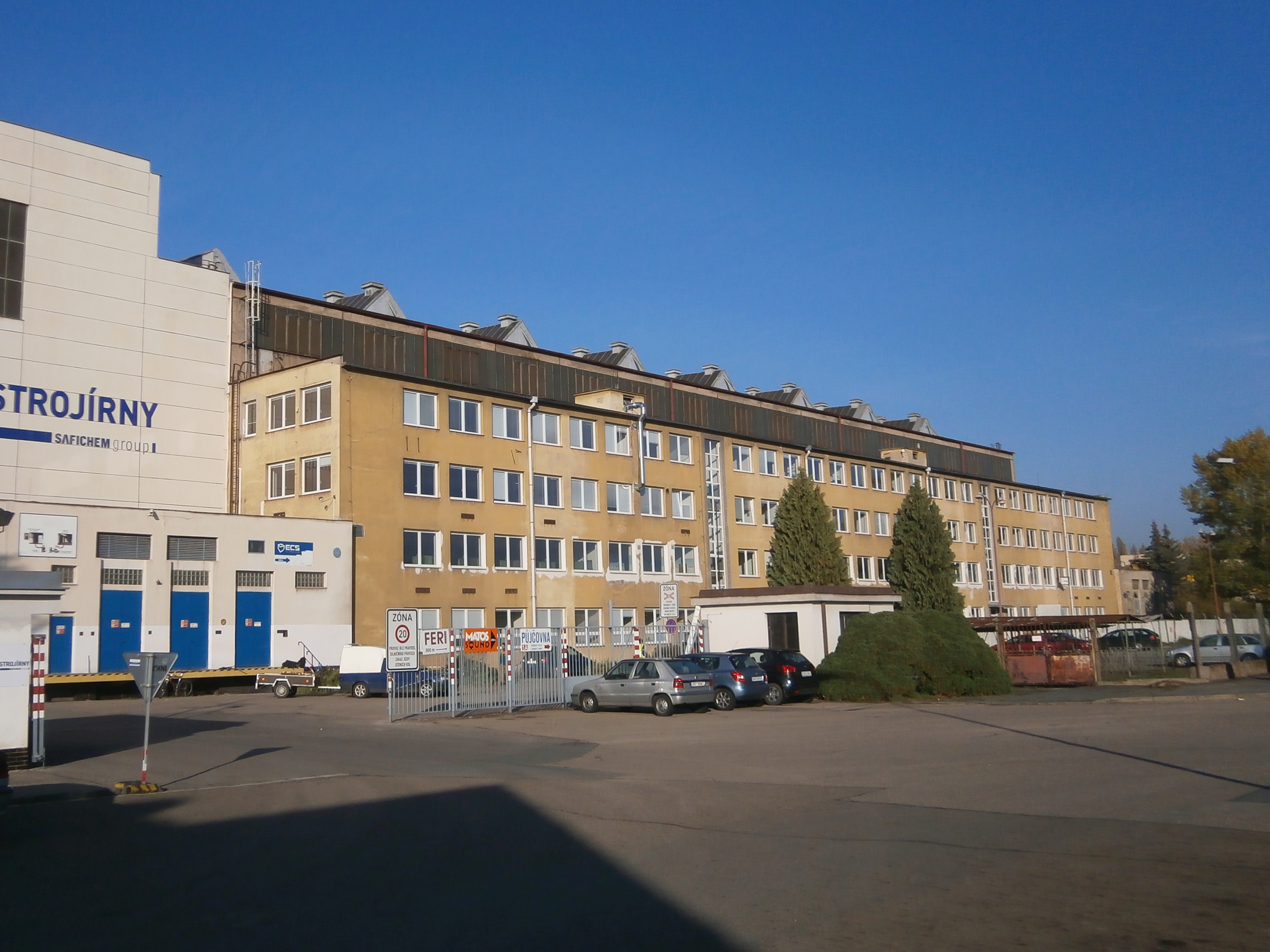
Areál ZVU Strojíren, dříve EXCON STEEL

Firma ZVU Servis a. s. provádí ve 3 výrobních halách o ploše 6000 m² s jeřáby o nosnosti až 20 t zakázkovou výrobu svařovaných a opracovaných strojních dílů a konstrukcí, výrobu nástrojů, přípravků a jednoúčelových strojů. Dále společnost zajišťuje generální a střední opravy výrobních strojů a montáže strojně-technologických částí investičních celků s orientací na zpracovatelský průmysl.
Na počátku 21. století se začalo výše zmíněným firmám dařit zejména na zahraničních trzích. Roku 2007 získala společnost ZVU POTEZ zakázku na zařízení na výrobu kyseliny dusičné pro chemický závod v Šanghaji za 280 milionů korun. Nejprve šlo o expedici speciálních výměníků a v následujícím roce o dodávku absorpční kolony. Obdobné zařízení firma dodala roku 2006 chemičce v maďarské Várpalotě. V září 2007, při návštěvě vietnamského premiéra v Česku, ZVU POTEZ podepsala s vietnamskou firmou Vinashim Hanam Beer dohodu o výstavbě pivovaru ve Vietnamu. Hodnota kontraktu byla 95 milionů dolarů.
Roku 2009 začala postihovat firmy z holdingu ZVU hospodářská krize. ZVU POTEZ s ní bojoval pozastavením investic, růstu mezd nebo přesčasovými pracemi, přičemž ze všech projektů z poslední doby je třeba jmenovat dodávku pivovaru do Albánie a Gruzie, rekonstrukci varny v Pivovaru Starobrno, nebo třeba dodávku aparátů a kolon na výrobu kyseliny dusičné do Šanghaje. Zajímavou zakázkou byla také výroba těles tomografů (přístrojů pro vyšetření magnetickou rezonancí) pro GE Health Care v USA. 17. února 2009 opustil brány závodu jubilejní pětistý přístroj na vyšetření magnetickou rezonancí, přesněji řečeno, jeho hlavní část z nerez oceli, kterých se v Hradci Králové od roku 2003 pro amerického zákazníka vyrobilo rovných pět set kusů za zhruba 35 milionů amerických dolarů.

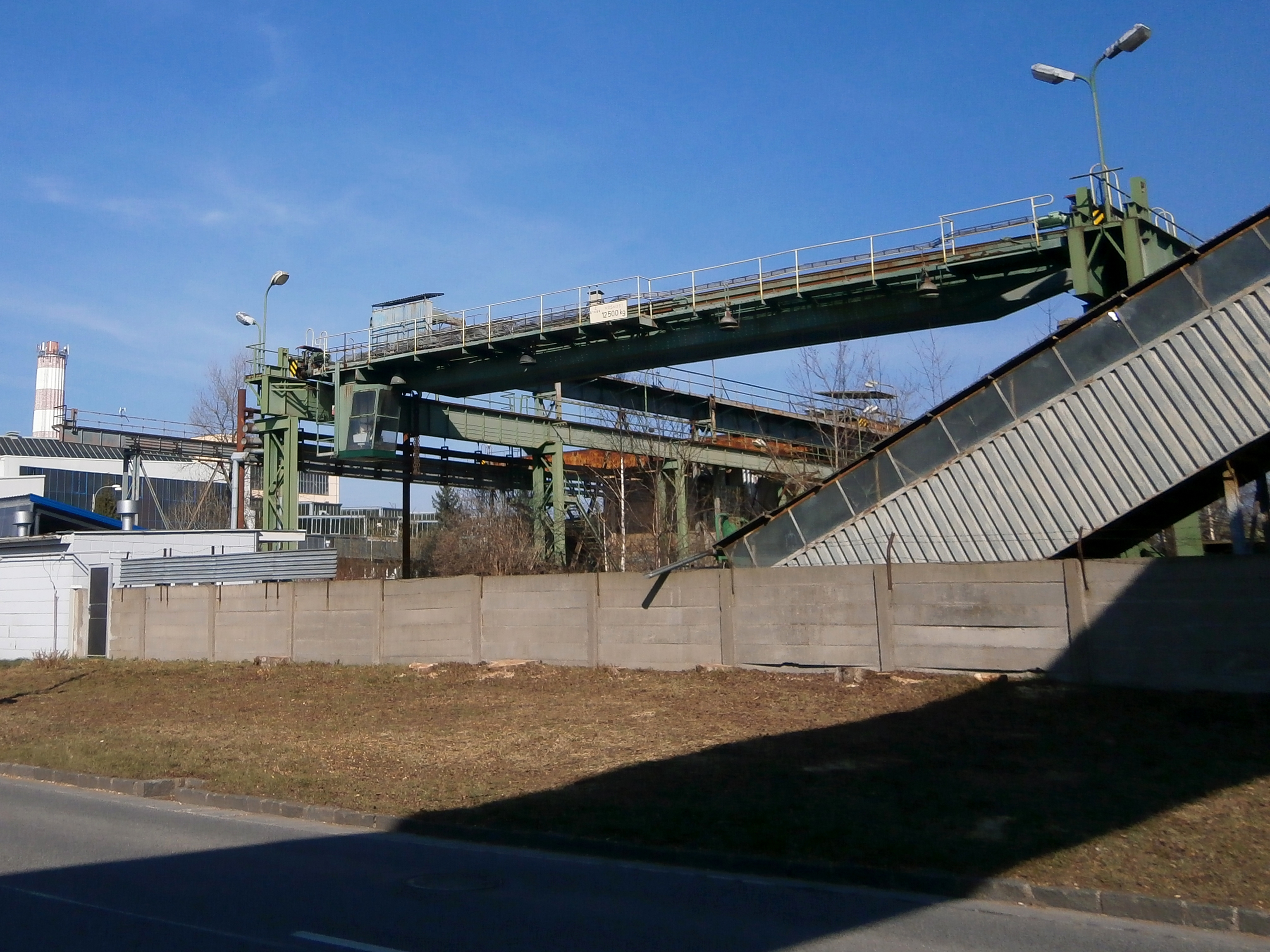
Areál ZVU

V roce 2010 vstoupila ZVU POTEZ do energetiky a nyní ji pokládá za nosný obor s pětinovým podílem na tržbách. Kapacity pro energetiku firma posílila novou akvizicí, když do své struktury začlenila novou společnost POTEZ POWER s původní výrobní a technickou základnou firmy Bresson v Kolíně. Donedávna byla ZVU POTEZ známá hlavně jako dodavatel potravinářských a chemických zařízení. Vývoz se na obratu firmy s 550 lidmi tehdy podílel 85 procenty. O 2 roky později společnost odeslala do Ruska pro jadernou elektrárnu v Rostově na Donu pět speciálních výměníků. Výměníky pro rostovskou elektrárnu byly součástí regulace parogenerátoru čtvrtého bloku rostovské elektrárny. Celková hmotnost zakázky byla 14 tun. Největší z aparátů, šestinásobný výměník, vážil přes 9 tun.
Později se však po ústupu hospodářské krize začaly objevovat různé další problémy. 25. července 2013 došlo v areálu ZVU k požáru technického plynu, který unikal z armatury v jedné z hal. Tím, že rozvody potrubí vedou přes celý areál, plyn unikal ještě v dalších 2 halách a v jedné z nich začalo hořet také v oblasti ventilu, v další hale došlo k poškození samotného potrubí. V roce 2014 byla firma ZVU Engineering poškozena hospodářskými sankcemi Evropské unie proti Rusku, když měla v Rusku ve spolupráci se západoevropskými společnostmi připraveny projekty na výstavbu rafinerie a závodu na zkapalňování zemního plynu. Oba projekty byly v první polovině roku odsunuty kvůli hrozbě sankcí a později byly odloženy na neurčito. Také různé menší zakázky byly stornovány.